# Isaac de Beausobre
Pour les articles homonymes, voir Beausobre.
Isaac de Beausobre, né le 8 mars 1659 à Niort et mort le 5 juin 1738 à Berlin, est un ministre protestant français, plus connu aujourd’hui pour son histoire du manichéisme.

## Biographie
Beausobre fut baptisé par Baussatran, dernier ministre de l’église de Niort, le 16 mars 1659. Dès l’âge de sept ans, il fut envoyé au collège de Niort, où il passa quatre années. La sévérité de ses maitres ayant alarmé ses parents, ils le retirèrent pour le mettre en pension chez un gentilhomme du voisinage qui avait confié l’éducation de son fils à un précepteur. Le changement ne fut pas bénéfique à Beausobre, car la sordide avarice de la femme de ce gentilhomme le condamnait à un jeûne continuel. Ceci détermina son père à le soustraire à ce régime d’anachorète pour le placer auprès de M. de Fillette, oncle de madame de Maintenon, avec qui il était intimement lié.
Ses humanités achevées, sa famille voulut le lancer dans la carrière de la jurisprudence, espérant que la protection de la favorite le pousserait rapidement aux premières charges de la magistrature, mais Beausobre éprouvait un penchant invincible pour la théologie. Il alla prendre ses degrés à l’Académie de Saumur et reçut l’imposition des mains au synode de Loudun à l’âge de 24 ans. Peu de temps après, il fut appelé à remplir les fonctions pastorales à Châtillon-sur-Indre, où il épousa Claude-Louise Arnaudot, fille du pasteur de Lusignan.
Beausobre desservait cette église depuis quelques mois à peine, lorsqu'en 1685 Louis XIV révoqua l'Edit de Nantes et chassa les protestants du royaume de France qui ne voulaient pas rallier le catholicisme. On a prétendu, et la Biographie Universelle répète, que Beausobre, manifesta sa résistance en brisant les scellés apposés sur la porte du temple, mais Dreux Du Radier avait déjà signalé cette erreur. Beausobre fut condamné à faire amende honorable, uniquement pour avoir chanté des psaumes et tenu des assemblées religieuses dans sa maison, ce qui était sévèrement défendu par divers édits. Pour se soustraire à une peine infamante, il s’enfuit à Rotterdam où Jurieu le recommanda à la princesse Henriette-Catherine d’Orange, petite-fille de Coligny, qui avait pour l’Église réformée un zèle digne de sa naissance. Lorsque Moïse Humbert, le dernier pasteur de la chapelle qu’elle avait fondée à Dessau, fut appelé à Angermund, en 1686, elle fit venir auprès d’elle Beausobre et le nomma son chapelain.
Le prince de Dessau étant mort en 1693, Beausobre se rendit à Berlin, où il remplit les fonctions de chapelain de la Cour pendant quelque temps à Oranienbaum. L’année suivante, en 1695, il passa de ce poste à celui de pasteur de l’église française de Berlin, et il y rendit d’importants services, grâce à la considération qu’il s’était acquise par ses talents et par son caractère. Aussi, lorsque l’église d’Utrecht en 1713, celle de Hambourg, en 1715, et celle de la Savoie [à Londres], en 1726, cherchèrent à l’attirer par les propositions les plus avantageuses, tout le Refuge s’opposa à son départ. Entre autres manifestations honorables dont il fut l’objet, on cite une requête signée par Lenfant, Petit, Ancillon, de Convenant, Forneret, qui fut présentée au roi, en 1715, pour le supplier de refuser son consentement à son éloignement, et qui fut appuyée par la reine, par le grand-maréchal et par toute la Cour.
Beausobre prit une part active à toutes les démarches faites pour obtenir de Louis XIV le rappel des Protestants réfugiés, ou tout au moins l’adoucissement du sort de ceux qui étaient restés en France. En 1704, entre autres, le consistoire de Berlin le députa, avec Lenfant, de Bournizeaux et Le Roux, auprès du général Marlborough qui se trouvait dans cette ville, pour le presser de demander au roi de France l’échange des Réformés aux galères, contre une partie des prisonniers faits à Hochstedt.
Beausobre continua jusque dans les dernières années d’une vie exempte d’infirmités à remplir les nombreuses fonctions qui lui avaient été confiées. Outre sa place de pasteur de l’église française, il était chapelain du roi, membre du consistoire supérieur depuis 1707, directeur de l’hospice appelé Maison française, inspecteur du collège des Français, et il avait été nommé, depuis un an, inspecteur de toutes les églises du ressort de Berlin, lorsqu’il mourut.
Le grand Frédéric, qui l’honora d’une amitié particulière, trace de lui ce portrait dans une lettre à Voltaire : « C’était un homme d’honneur et de probité ; grand génie, d’un esprit fin et délicat, grand orateur, savant dans l’histoire de l’Église et de la littérature, la meilleure plume de Berlin, plein de feu et de vivacité, et que quatre-vingts années de vie n’avaient pu glacer. »
Louis de Beausobre, l’un de des deux fils de son second mariage, le 22 janvier 1730, avec Charlotte Schwarz, s’est fait un nom dans la république des lettres.

## Œuvres
- Sermons, Lausanne et Genève, Marc-Michel Bousquet et Compagnie, 1744.
- Histoire Critique de Manichée et du Manichéisme. 2 vol., Amsterdam, 1734-1739. Cette œuvre joua un rôle décisif pour la connaissance du manichéisme. Henri-Charles Puech estime d'une référence pour l'histoire des religions.
- Histoire De La Réformation, Ou Origine Et Progrès Du Luthéranisme, Dans l’Empire & les États de la Confession d’Augsbourg, depuis 1517 jusqu’en 1530. 4 Bände, Garde, Berlin 1785 f.
- Le Nouveau Testament De nôtre Seigneur Jesus Christ. Traduit en françois par MM. de Beausobre & Lenfant. Verdeutscht von D. Martin Luthern. Decker, Basel 1746.
- Histoire de la Réforme depuis 1517 jusqu’à 1530, ouvrage posthume, Berlin, François de la Garde, 1785, 4 vol. in-8°.

## Sources
- E. Haag, La France protestante ou vies des protestants français qui se sont fait un nom dans l’histoire : depuis les premiers temps de la réformation jusqu’à la reconnaissance du principe de la liberté des cultes par l’Assemblée Nationale, t. 2, Paris, Joël Cherbuliez, 1847, 516 p. (lire en ligne), p. 124-127